# Liste der Monuments historiques in Le Bernard
Die Liste der Monuments historiques in Le Bernard führt die Monuments historiques in der französischen Gemeinde Le Bernard auf.

## Liste der Bauwerke
| Bezeichnung                          | Beschreibung | Standort               | Kennzeichnung | Schutzstatus | Datum | Bild           |
| ------------------------------------ | ------------ | ---------------------- | ------------- | ------------ | ----- | -------------- |
| Dolmen de la Cour-du-Breuil          |              | La Cour (Lage)         | PA00110040    | Classé       | 1978  | weitere Bilder |
| Dolmen de la Frébouchère             |              | Champ-de-l’Aire (Lage) | PA00110041    | Classé       | 1889  | weitere Bilder |
| Dolmen des Pierres Folles du Plessis |              | (Lage)                 | PA00110042    | Classé       | 1929  | weitere Bilder |
| Kirche St-Martin-de-Tours            |              | (Lage)                 | PA00110043    | Inscrit      | 1927  | weitere Bilder |
| Menhirs du Plessis                   |              | (Lage)                 | PA00110044    | Inscrit      | 1936  | weitere Bilder |
| Gallo-römischer Turm                 |              | Le Breuil (Lage)       | PA00110045    | Inscrit      | 1935  |                |

## Liste der Objekte
- Monuments historiques (Objekte) in Le Bernard in der Base Palissy des französischen Kultusministeriums